# Michael Thurk
Michael Thurk (* 28. Mai 1976 in Frankfurt am Main) ist ein ehemaliger deutscher Fußballspieler.

## Laufbahn

### Erste Stationen und Mainz 05 (bis 2006)
Thurk wuchs im Frankfurter Stadtteil Gallus auf und war als Kind und Jugendlicher Fan von Eintracht Frankfurt.
Im Alter von sechs Jahren begann er das Fußballspielen beim Frankfurter Verein Sportfreunde 04. Über die Stationen SpVgg 05 Oberrad und den hessischen Oberligisten SV Jügesheim wechselte er 1999 zum Zweitligisten 1. FSV Mainz 05, bei dem er nach einem Eingewöhnungsjahr mit zehn Spielen in der Oberligamannschaft, 17 meist kurzen Zweitliga-Einsätzen (kein Tor) und einem Treffer im DFB-Pokalspiel gegen den Bundesligisten Hertha BSC Stammspieler wurde. Von 2000 bis 2004 erzielte Thurk in weiteren 122 Spielen für die 05er 42 Tore, darunter das Tor des Monats November 2001 mit einem Volleyschuss aus spitzem Winkel im Zweitligaspiel beim 1. FC Saarbrücken. Hinzu kamen zwei Tore aus acht Pokalspielen. Damit war Thurk zu diesem Zeitpunkt nach Sven Demandt (55) und Jürgen Klopp (52) drittbester Zweitliga-Torjäger der Mainzer. Dennoch war er als Mannschaftsspieler oft wertvoller.
Am Ende der Saison 2003/04 wurde Thurk zum tragischen Helden der 05er. In der Schlussphase einer schwachen Rückrunde (kein Tor bis zum 30. Spieltag) war nicht geplant, Thurks auslaufende Vertragslaufzeit für die zweite Bundesliga zu verlängern. Der Stürmer unterschrieb bereits vor Saisonende einen Vertrag beim Konkurrenten Energie Cottbus, dessen Aussichten auf den Bundesligaaufstieg zu diesem Zeitpunkt besser erschienen. Mit drei Toren in den letzten drei Spielen, davon zwei beim 3:0 im entscheidenden letzten Saisonspiel gegen Eintracht Trier schoss Thurk die Mainzer in die Bundesliga und verhinderte gleichzeitig den Aufstieg seines neuen Klubs. Mainz 05 stieg in die Bundesliga auf und Thurk wechselte zu Energie Cottbus, für die er dann in der 2. Bundesliga spielte.
In Cottbus hatte Thurk mit sechs Toren in zehn Liga- und Pokalspielen einen starken Einstand, ehe er nach einem Zusammenprall mit dem Trierer Spieler Claus Grzeskowiak eine komplizierte Kieferverletzung erlitt und monatelang ausfiel. Bereits in der Winterpause 2004/05 wechselte Thurk zurück nach Mainz. Einen Teil der Ablösesumme zahlte er zunächst selbst, später übernahm der 1. FSV Mainz 05 auch diesen Anteil. Mit sechs Treffern in 13 Bundesligaspielen, darunter dem Siegtreffer im „Jubiläumsspiel“ – einige Tage nach dem 100. Jahrestag der Vereinsgründung von Mainz 05 – gegen den FC Schalke 04, war Thurk maßgeblich am Klassenverbleib der Mainzer beteiligt.

### Eintracht Frankfurt (2006 bis 2007)
Zur Saison 2006/07 wechselte er zu Eintracht Frankfurt. Dieser Transfer lief nicht geräuschlos ab, da Thurk noch in der Saisonvorbereitung fester Bestandteil der Mainzer Mannschaft war. Dennoch begann der Spieler während der Vorbereitung, seinen alten Verein öffentlich über die Medien anzugreifen. Schließlich erhielt er von Mainz 05 die Freigabe. Nach langen Ablösestreitigkeiten einigten sich beide Vereine schließlich über den Wechsel.
In seinem ersten UEFA-Cup-Spiel für Eintracht Frankfurt gegen Brøndby IF erzielte Thurk einen Hattrick und damit auch seine ersten Tore für die von Friedhelm Funkel trainierten Hessen, drei Tage später auch das erste Bundesligator. Allerdings folgten diesem während der Saison 2006/07 nur noch zwei weitere Treffer. In der Gesamtbilanz der Spielzeit erreichte Thurk bei 24 Spielen in der Wertung des kicker Sportmagazins lediglich einen Notendurchschnitt von 4,30 und damit den schlechtesten der gesamten Frankfurter Mannschaft. In der Hinrunde der Bundesligasaison 2007/08 kam Thurk zwar regelmäßig zum Einsatz, stand aber nur noch selten in der Startelf, in der meist Ioannis Amanatidis als einzige Spitze gesetzt war.

### FC Augsburg (2008 bis 2012)
In der Winterpause der Saison 2007/08 wechselte Thurk in die 2. Bundesliga zum FC Augsburg, für den er in seinem ersten Spiel gegen 1860 München zwei Tore erzielte. Seinen ursprünglich bis Sommer 2010 laufenden Vertrag verlängerte er bereits im Dezember 2009 um zwei weitere Jahre. In der Saison 2009/10, seinem dritten Jahr bei den Schwaben, wurde Thurk mit 23 Treffern Torschützenkönig der 2. Fußball-Bundesliga und belegte mit dem von Jos Luhukay trainierten FCA am Saisonende den dritten Tabellenplatz, scheiterte aber in den Relegationsspielen gegen den Drittletzten der Bundesliga, den 1. FC Nürnberg. Auch in der Zweitligarunde 2010/11 zählte Thurk zur Stammbesetzung. Mit einem 2:1-Heimsieg im Spiel gegen den FSV Frankfurt am 8. Mai 2011 machte Thurk mit dem FC Augsburg den Aufstieg in die 1. Fußball-Bundesliga perfekt. Im Vorfeld der Fußball-WM in Südafrika wurde Michael Thurk wochenlang als WM-Kandidat gehandelt.
Am 1. August 2011 wurde Thurk mit sofortiger Wirkung von seinem Verein vom Trainings- und Spielbetrieb freigestellt, da nach einem taktischen Systemwechsel für ihn keine Position mehr frei sei. Andere Berichte sahen zwischenmenschliche Probleme. Schließlich einigten sich beide Parteien am 2. Januar 2012 auf eine Auflösung des noch bis zum 30. Juni 2012 laufenden Vertrags.

### 1. FC Heidenheim und Karriereende (2012 bis 2014)
In der Winterpause 2011/12 wechselte Thurk zum damaligen Drittligisten 1. FC Heidenheim, der für die Rückrunde Ersatz für zwei verletzte Stürmer suchte, und kam 13-mal zum Einsatz, wobei er wegen einer Sperre nach einer roten Karte einige Spiele verpasste. Anfang Mai 2014 erlitt er einen Riss des Syndesmosebandes. Mit der Mannschaft wurde er im Sommer 2014 Meister der Dritten Liga; sein auslaufender Vertrag wurde nicht verlängert. Wegen seiner Verletzung beendete er schließlich seine Karriere.

### Jugendtrainer und Comeback beim FC Stätzling
Nach seiner aktiven Laufbahn machte Thurk eine Weiterbildung zum Steuerfachangestellten und engagierte sich als Jugendtrainer beim FC Stätzling, einem Stadtteilverein in Friedberg (Bayern), nahe seinem Wohnort im Landkreis Aichach-Friedberg. Ab Februar 2018 war er spielberechtigt für den Landesligisten, konnte nach drei Einsätzen (ein Tor) den Abstieg in die siebtklassige Bezirksliga aber nicht verhindern. Im Jahre 2018 erwarb Thurk außerdem die Trainer-A-Lizenz.

### Rückkehr zu Mainz 05
Zur Saison 2019/20 kehrte Thurk als dritter Co-Trainer im Team von Cheftrainer Sandro Schwarz zu seinem ehemaligen Verein 1. FSV Mainz 05 zurück. Sein Vertrag lief bis 2021. Schwarz und Thurk waren als Spieler im Mai 2004 mit Mainz 05 in die Bundesliga aufgestiegen. Am 11. November 2019 – einen Tag, nachdem sich Mainz 05 und Schwarz getrennt hatten – wurde auch Thurk als Co-Trainer freigestellt.
Anschließend wechselte er in die Scoutingabteilung von Mainz 05.

### SG 01 Hoechst
Im Juni 2022 absolvierte Thurk zwei Spiele für die SG 01 Hoechst in der siebtklassigen Gruppenliga Wiesbaden und erzielte dabei einen Treffer.

## Erfolge
- Torschützenkönig der 2. Bundesliga 2009/10 (23 Tore in 30 Spielen)
- Aufstieg in die 1. Bundesliga 2004 mit dem 1. FSV Mainz 05
- Aufstieg in die 1. Bundesliga 2011 mit dem FC Augsburg
- Aufstieg in die 2. Bundesliga 2014 mit dem 1. FC Heidenheim